# Spieltisch (Orgel)

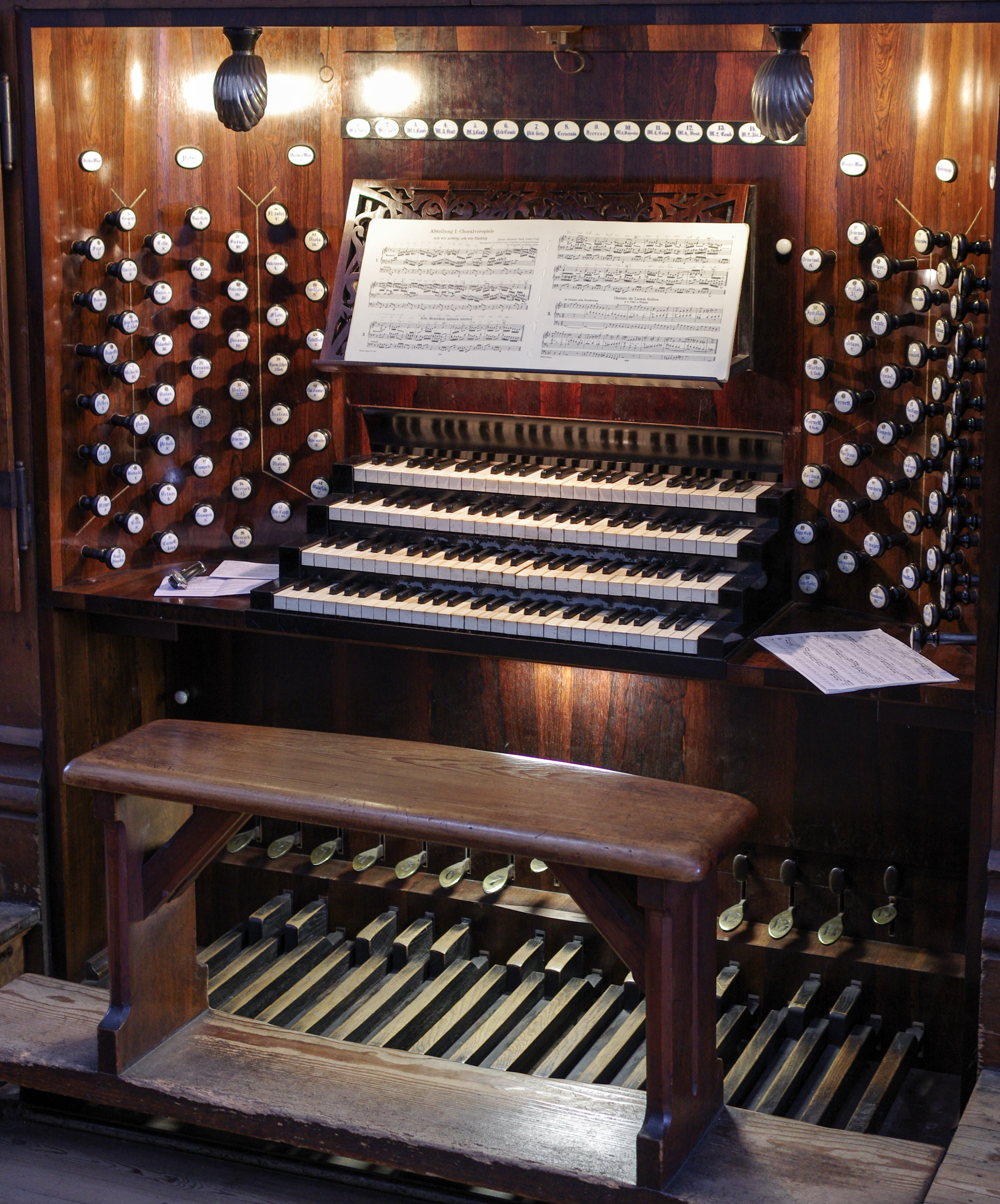
Spieltisch der Ladegast-Orgel des Schweriner Doms

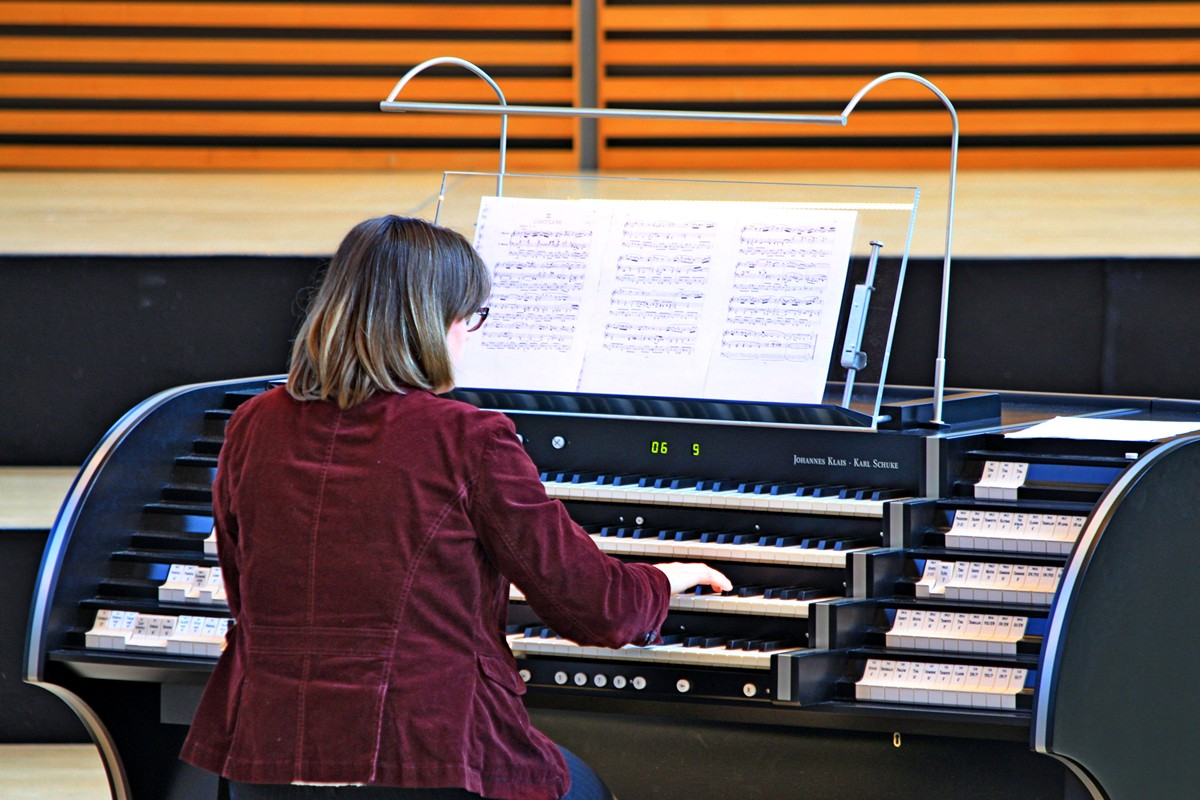
Spieltisch der Konzertkirche Neubrandenburg

Der Spieltisch ist der Teil der Orgel, von dem aus die Musiker das Instrument bedienen. Er beinhaltet je nach Ausstattung der Orgel vor allem die Klaviaturen (Manuale für die Hände und Pedale für die Füße), die Registerzüge (bzw. Hebel oder Knöpfe) und ein Notenpult (meist mit Beleuchtung). Zudem findet man hier die Bedienelemente der Spielhilfen wie Koppeln, Jalousieschweller und Walze oder Schalter für die Kombinationen. Gelegentlich sind auch Winddruckanzeigen und Voltmeter am Spieltisch angebracht.

## Technische Anlage
Bei mechanischen Orgeln wird der Spieltisch gewöhnlicherweise direkt an die Orgel gebaut (oft auch als verschließbarer Spielschrank in der Unterwand des Orgelprospekts), um das Spielgewicht und die Fehleranfälligkeit der Orgel möglichst gering zu halten. Das führt in den meisten Fällen dazu, dass der Organist mit dem Rücken oder mit der Seite zum Kirchenraum spielt; man spricht in diesen Fällen von „vorderspielig“ und „seitenspielig“. Letzteres ist eher bei kleineren, einmanualigen Orgeln mit beengten Platzverhältnissen verbreitet. In seltenen Fällen sind auch „hinterspielige“ Spielanlagen zu finden, d. h. der Spieltisch befindet sich hinter der Orgel. Die Sicht auf den Kirchenraum wird oft über Spiegel gewährleistet.
Nachdem ab der Mitte des 18. Jahrhunderts vor allem in Süddeutschland freistehende Spieltische mit Blickrichtung in den Raum verschiedentlich gebaut worden waren, fand dies durch die Einführung der pneumatischen Spieltraktur im 19. Jahrhundert weite Verbreitung. Bei Verwendung einer elektronischen, elektrischen oder elektropneumatischen Traktur sind auch fahrbare Spieltische möglich, die flexibel nach Bedarf im Kirchenraum positioniert werden können.
Bei Orgeln außerhalb von Kirchen wurde durch den elektrisch betriebenen, beweglichen Spieltisch der Organist dem Dirigenten im Orchester sichtbar gemacht. Hierzu war jedoch in den Konzertsälen elektrischer Strom nötig. Elektrisch betriebene Konzertorgeln setzten sich von den USA über England nach Deutschland durch. Der erste elektrische Spieltisch in Deutschland wurde 1903 von der Firma Voit für die neue Stadthalle in Heidelberg gebaut (mit drei Manualen und Pedal). 1993 wurde diese Orgel restauriert.
Große Orgeln können auch zwei Spieltische (mechanischer Spieltisch direkt am Instrument und elektrischer Spieltisch im Kirchenraum) haben, die je nach Einsatzzweck (Gottesdienst oder Konzert) genutzt werden. In Kirchen mit mehreren Orgeln gibt es manchmal einen Hauptspieltisch, von dem aus alle Instrumente zentral gespielt werden können.
Am Spieltisch können auch weitere Anlagen angebracht sein, die nicht direkt dem Orgelspiel dienen. So sind viele Orgeln mit Spiegeln oder einem Monitor in Verbindung mit einer Videokamera ausgerüstet, um dem Organisten den Kontakt zum liturgischen Geschehen zu ermöglichen. Lämpchen und Schalter oder seltener Telefone dienen der Kommunikation mit anderen am Gottesdienst Beteiligten. In katholischen Kirchen befindet sich außerdem oft ein Gerät zur Steuerung des Liedanzeigers in Orgelnähe. An manchen Spieltischen ist auch ein Mikrofon installiert, das mit der Lautsprecheranlage der Kirche verbunden ist. Damit wird die akustische Wirkung der Singstimme in einem großen Kirchenraum unterstützt, wenn der Organist zusätzlich bei Gottesdiensten bzw. Messen als Vorsänger fungiert.

## Normen

Schematischer Aufbau eines Spieltisches

Die Maße von Spieltischen sind sehr verschieden. Im Gegensatz zum Klavierbau haben sich bis heute keine festen Normen durchgesetzt. Viele Orgelbauer verwenden historische oder historisch beeinflusste Spieltischmaße, um einer historisch inspirierten Orgel auch ein entsprechendes Spielgefühl zu geben. So unterscheiden sich häufig Spieltische in den Abständen der Manuale, Größe der Tasten auf den Manualen und des Pedals.
Die Vereinigung der Orgelsachverständigen Deutschlands und der Bund Deutscher Orgelbaumeister haben im Juni 2000 ein neues Normenwerk für Orgelspieltische vorgestellt. Die VOD/BDO-Norm 2000 soll die technologischen Entwicklungen in diesem Bereich erstmals mit ergonomischen Anforderungen und Erkenntnissen verknüpfen. Eine Verpflichtung der Orgelbauer zur Einhaltung der Norm besteht jedoch nicht. Wie auch bisher gelten die Empfehlungen ausschließlich für neu erbaute Orgeln. Bei denkmalgeschützten Instrumenten werden sie nicht angewandt. Den Auftraggebern von Neubauten wird empfohlen, die Norm zur Grundlage von Ausschreibungen zu machen.